# Șapte prinți ai Iadului
Cei șapte prinți ai iadului sunt, în tradiția creștină demonologică, cei mai mari șapte demoni din Iad. Toți au același gând și dau fiarei (Antihrist) puterea și stăpânirea lor (Apocalipsa 17:13).
Aceștia pot fi considerați ca fiind echivalentul demonic al celor șapte Arhangheli ai Raiului.
Adesea, fiecare prinț demon corespunde unuia dintre cele șapte păcate aducătoare de moarte. Ca și în cazul celor șapte Arhangheli, o listă definitivă este greu de găsit, datorită diferitelor tradiții religioase și secte care oferă nume diferite. Considerată adesea ca o listă autoritară, cei 7 prinți-demoni, conform iezuitului german Peter Binsfield, sunt următorii:
- Lucifer - trufia
- Mamona - lăcomia de bani
- Asmodeus - desfrânarea
- Leviatan - invidia
- Beelzebub - lăcomia de hrană
- Satana - furia
- Belfegor - lenea

Lista a fost scrisă în 1589.
|  |  |
|  |  |